# Aphis philadelphicola
Aphis philadelphicola är en insektsart. Aphis philadelphicola ingår i släktet Aphis och familjen långrörsbladlöss. Inga underarter finns listade i Catalogue of Life.